# Бъндеришки циркус
Бъ̀ндеришкият цѝркус е голям циркус в северната част на планината Пирин. Циркусът е отворен на север и е ограден от Хвойнати връх, Муратов връх, гребена Караулите, Бъндеришки чуки и Тодорин връх.
Бъндеришкият циркус е разположен на надморска височина от 2280 метра. Геоложката основата на циркуса е гранитна. В него за разположени Бъндеришките езера. Вторично вложеният Хвойнати циркус (Овинати циркус) се намира в западната част на Бъндеришкия циркус. Почвите са хумусно-карбонатни и планинско-ливадни. На оградните склонове има клек и алпийска растителност. Туристически пътеки минават през Бъндеришкия циркус от хижа „Вихрен“ за хижите „Демяница“, „Яне Сандански“ и „Тевно езеро“.